# Mrčara
Mrčara (italsky Marchiara) je neobydlený ostrov v Jaderském moři. Rozkládá se na území Chorvatska, leží v Dubrovnicko-neretvanské župě. Jeho rozloha je 1,28 km². Ostrov je součástí přírodního parku Lastovské souostroví. Kromě pobřeží je většina ostrova zalesněna. Mrčara je známá jako místo s největším výskytem langust v Chorvatsku.
Mezi 40. a 80. lety 20. století se stejně jako okolní ostrovy stala Mrčara vojenskou základnou. Z tohoto důvodu je na ostrově množství bunkrů a podzemních chodeb. Do roku 1988 neměli na ostrov přístup cizinci, armáda jej opustila až roku 1992. Na ostrově se nyní nachází restaurace, ubytovací zařízení a kemp.
Nejbližším ostrovem je Prežba, od které je Mrčara oddělena 250 metrů širokým průlivem. Nejbližšími většími ostrovy jsou Lastovo (2,5 km jihovýchodně) a Kopište (4,4 km jihozápadně).